# Oh ! Quel beau jour
Pour plus de détails, voir Fiche technique et Distribution.
Oh ! Quel beau jour est un film suisse réalisé par Jacqueline Veuve et sorti en 1995.

## Synopsis
La formation de cinq candidats de l'école d'officiers de l'Armée du salut à Bâle et leur installation dans le poste auquel ils sont ensuite affectés.

## Fiche technique
- Titre : Oh ! Quel Beau jour
- Réalisation : Jacqueline Veuve
- Scénario : Jacqueline Veuve
- Société de production : Les Productions JMH
- Pays de production :  Suisse
- Genre : documentaire
- Durée : 77 minutes
- Date de sortie : Suisse - 18 octobre 1995[1]